# Antonio Pettigrew
Antonio Pettigrew, ameriški atlet, šprinter, * 3. november 1967, Macon, Georgia, ZDA, † 10. avgust 2010, Chatham County, Severna Karolina, ZDA.
Pettigrew je v svojih študijskih letih na Kolidžu St. Augustine v Raleighu, Severna Karolina, štirikrat postal NCAA prvak v teku na 400 m. Zablestel je na Svetovnem prvenstvu 1991, na katerem si je v teku na 400 m pritekel zlato in temu dodal še srebro v štafeti 4x400 m. Še večji uspeh mu je uspel na Svetovnem prvenstvu 1999 in Poletnih olimpijskih igrah 2000, obakrat je osvojil zlato kolajno. Kasneje je priznal, da je med letoma 1997 in 2001 jemal poživila, zaradi česar so mu (skupaj z ostalimi sotekmovalci iz štafet) kolajni odvzeli.
Leta 2008 je sodna dokumentacija na sojenju trenerju Trevorju Grahamu razkrila, da je bil eden od dopingiranih Grahamovih varovancev tudi Pettigrew. Pettigrew je jemanje poživil tedaj tudi priznal in maja 2008 pričal proti Grahamu. Čeprav mu vodilni na Svetovni atletski zvezi zaradi veljavnih pravil niso mogli odvzeti medalj za nazaj (ker je preteklo več kot 8 let), je Pettigrew sam vrnil vse medalje, ki jih je osvojil v tistem času. Z njegovim priznanjem so medaljo odvzeli tudi zlati olimpijski štafeti z Olimpijskih iger 2000. Leta 2008 mu je Svetovna zveza izrekla dvoletni suspenz nastopanja, čeprav je tedaj že prenehal z aktivno atletsko kariero. Pettigrew je najbolj znan po tem, da je po slavju na olimpijskih igrah 2000 v Sydneyju svoje Adidasove tekaške čevlje vrgel publiki.
10. avgusta 2010 so Pettigrewa našli mrtvega na zadnjem sedežu svojega zaklenjenega avtomobila v Chatham Countyju, Severna Karolina. Policisti so na prizorišču odkrili sledi uspavalnih tablet. 13. oktobra 2010 je mrliški oglednik izdal obdukcijsko poročilo. Kot razlog smrti je navedel samomor z zaužitjem prekomerne doze zdravila z difenhidraminom. V času smrti je bil Pettigrew pomožni trener na Univerzi v Severni Karolini.

## Osebni rekordi
| Disciplina | Dosežek | Prizorišče                    | Datum              |
| ---------- | ------- | ----------------------------- | ------------------ |
| 100 m      | 10.42   | neznano                       | 1994               |
| 200 m      | 20.38   | Durham, Severna Karolina, ZDA | 9. april 1994      |
| 300 m      | 32.33   | Jerez de la Frontera, Španija | 13. september 1989 |
| 400 m      | 44.27   | Houston, Teksas, ZDA          | 17. junij 1989     |

- Vir: [13]